# Yves Cros
Yves Cros (né le 5 octobre 1923 à Aigues-Vives - mort le 21 juillet 1995 à Béziers) est un athlète français spécialiste du 400 mètres haies.

## Carrière
Vainqueur de son premier titre de Champion de France du 400 m haies en 1946, Yves Cros est sélectionné en équipe de France lors des Championnats d'Europe d'Oslo. Il termine quatrième de la finale du 400 m haies en 52 s 6, et remporte la médaille d'or du relais 4 × 400 mètres aux côtés de Bernard Santona, Robert Chef d'hôtel et Jacques Lunis, réalisant le temps de 3 min 14 s 4. Conservant son titre national en 1947 et 1948, il participe aux Jeux olympiques de 1948 de Londres où il termine cinquième du 400 m haies. Il remporte son quatrième titre consécutif de champion de France en 1949.
Licencié au Stade français, son record personnel sur 400 mètres haies est de 52 s 5 (1948).

## Palmarès
| Date | Compétition           | Lieu    | Place | Épreuve     |
| ---- | --------------------- | ------- | ----- | ----------- |
| 1946 | Championnats d'Europe | Oslo    | 4e    | 400 m haies |
| 1946 | Championnats d'Europe | Oslo    | 1er   | 4 × 400 m   |
| 1948 | Jeux olympiques       | Londres | 5e    | 400 m haies |

- Champion de France du 400 m haies en 1946, 1947, 1948 et 1949.